# Crkva sv. velikomučenika Jurja u Kninskom Polju
Crkva sv. velikomučenika Jurja pravoslavna je crkva, trenutačno u sastavu Dalmatinske eparhije Srpske pravoslavne crkve. Nalazi se u Kninskom Polju na uzvišenju koje se naziva Sinobadova glavica. Ovo uzvišenje je ime dobilo po Jovanu Sinobadu, plemiću koji je bio veliki vjernik i borac za pravoslavlje, harambaša i serdar.

## Povijest
Prvo spominjanje crkve u Kninskom Polju, na Sinobadovoj glavici je iz 1456. godine.
Današnja crkva je podignuta uz blagoslov zetskog mitropolita Josipa 1468. godine. Podignuta je ispod najviše točke, tako da zvonikom nadvisuje sjeverni dio Knina. Predstavlja jednobrodnu građevinu s dubokom polukružnom apsidom na istoku. U početku je imala zvonik na preslicu koji je 1938. godine zamijenjen novim zvonikom, kada je i cijela crkva obnovljena.
Ikonostas crkve je vrlo bogat, a ikone su okovane srebrom. Ikone potiču iz druge polovice 18. stoljeća, a okovane su srebrom 1905. godine.

## Crkveno groblje
Oko crkve se nalazi pravoslavno groblje bogato starim i raskošnim spomenicima. U njemu su pokapani članovi uglednih kninskih obitelji, zaslužni građani, narodni tribuni i dobročinitelji. Crkva se vremenom širila, pa se tako i grob Jovana Sinobada našao u samoj crkvi.

## Bratska kuća
Pored crkve nalazi se tzv. "bratska kuća" koja je od druge polovice 18. stoljeća bila škola u kojoj je od 1761. do 1763. godine učitelj bio Dositej Obradović. To je bila prva poznata škola u kninskom kraju. Kasnije je služila kao kninska rezidencija episkopa dalmatinskog Nikodima Milaša.

## Vandalizmi
Nakon Oluje, crkva je postala česta meta vandala, te su tako u više navrata razvaljivana ulazna vrata i prozori, a novac bivao ukraden.

## Vanjske poveznice
|  | Zajednički poslužitelj ima još gradiva o temi Crkva sv. velikomučenika Jurja u Kninskom Polju |